# Félix Lasso
Félix Lasso García (Guayaquil, 28 maggio 1945 – Guayaquil, 13 febbraio 2016) è stato un calciatore ecuadoriano, di ruolo attaccante.

## Carriera

### Club
Ha sempre giocato nei campionati ecuadoriano e cileno.

### Nazionale
Con la maglia della Nazionale giocò 8 partite e prese parte a due edizioni della Copa América.